# بدع ورد
كتاب قصائد بدع ورد من الأدب الشعبي بألحانه المختلفة، اصدر الجزء الأول عام 1437 هـ، الذي صدر من مؤسسة المدينة المنورة للطباعة والنشر على كلفة المؤلف الأساسي أحمد محمد حسن المالحي، والذي اختصر محتوى الكتاب الوان الأدب الشعبي في منطقة الباحة من خلال قصائد شعر ضمن بناء لون شعر الشقر والذي اشتهر به شعراء منطقة الباحة.

## معلومات مهمة
صدر الكتاب بين طرفين شاعر بدع ورد بين المؤلف أحمد المالحي ورفيق دربه الشاعر جمعان بن علي الحسني ، وحضي بتوزيع مجاني عالي من خلال معرض جدة الدولي للكتاب في نسخته الأولى 2015 م وتم تدشينه في  08-03-1437هـ. ونشر في 136 صفحة واستعرض جزء مخصص للشاعر الشعبي الفقيه محمد أحمد المالحي الذي شاركة قصائد الحكمة والنصح.